# 4:e teatern
Fjärde Teatern är en professionell fri teatergrupp i Västerås, startad i Stockholm 1984. 1988 flyttade gruppen till Västerås och har sedan år 2000 en egen scen i kulturhuset Culturen. Under gruppens år i Stockholm låg dess kontor och repetitionslokaler vid Odenplan och gruppen var en av initiativtagarna till scenen Fri Scen på Skeppsholmen. Redan från början riktade gruppen sig mot barn och ungdomar och gruppen turnerade relativt mycket. Efter några år fick gruppen ett erbjudande om lokaler och verksamhetsbidrag från kulturnämnden i Västerås, något som kan ha föranletts av gruppens återkommande besök i Västmanland. Gruppen är ansluten till intresseorganisationen Teatercentrum. Av Statens kulturråd har gruppen fått årliga bidrag på runt en miljon kronor. Även om gruppen från början ansökte om ett treårigt bidrag så var det först 2005 detta beviljades, efter några år med ettåriga bidrag. Gruppen får också bidrag från Västerås Stad och Västmanlands läns landsting.